# إيفرست (فلم 2015)
إيفرست (بالإنجليزية: Everest) هو فيلم مغامرة تم إنتاجه في آيسلندا والمملكة المتحدة وصدر في سنة 2015. الفيلم من إخراج بالتاسار كورماكور وكتابة سيمون بيوفوي وليم دوبس. من بطولة جيسون كلارك وجاك جلينهال وجوش برولين وجون هوكس وإميلي واتسون. الفيلم مستند على قصة حقيقية عنوانها كارثة إيفرست وقعت في صباح يوم 10 مايو عام 1996 وراح ضحيتها 8 أشخاص.

## القصة
الفيلم يوثق للرحلة المذهلة لحملتين استكشافيتين مختلفتين تجاوزتا كل الحدود خلال واحدة من اعتى العواصف الثلجية التي واجهت البشر على الإطلاق. ورغم خضوع أفراد الحملتين إلى اختبار أقسى العوامل التي وجدت على الكوكب؛ إلا أنهم واجهوا عقبات شبه مستحيلة مع تحول الحلم بحياة طويلة إلى صراع للفوز بفرصة للنجاة، مدة الفيلم: 121 دقيقة، وحصل على تقيم 7.4/10

## الممثلون والشخصيات
- جيسون كلارك (بدور: روب هال)
- جيك جيلنهال (بدور: سكوت فيشر)
- جوش برولين (بدور: بيك ويزرث)
- جون هوكس (بدور: دوج هانسون)
- إميلي واتسون (بدور: هيلين ويلتون)
- سام ورذينجتن (بدور: جاى كوتر)
- روبين رايت (بدور: بيش ويزرث)
- كيرا نايتلي (بدور: جان هال)
- إليزابيث ديبيكي (بدور: د. كارولين)

## الإنتاج
صوّر الفيلم في نيبال، وجزءٌ منه في جبال الألب في إيطاليا، وداخل ستوديوهات «تشينيتشيتّا» بروما.

## الميزانية والإيرادات
بلغت تكلفة إنتاج الفيلم حوالي 55 مليون دولار.

## وصلات خارجية
- مقالات تستعمل روابط فنية بلا صلة مع ويكي بيانات